# Lophothericles browni
Lophothericles browni är en insektsart som först beskrevs av Vitaly Michailovitsh Dirsh 1964.  Lophothericles browni ingår i släktet Lophothericles och familjen Thericleidae. Inga underarter finns listade i Catalogue of Life.